# Chobot (Ponikiew)
Chobot – przysiółek wsi Ponikiew w Polsce, położona w województwie małopolskim, w powiecie wadowickim, w gminie Wadowice, u wylotu doliny potoku Ponikiewka, lewego dopływu rzeki Skawy.
W latach 1975–1998 Chobot położony był w województwie bielskim.
Od grudnia 2007 stanowi sołectwo.